# Ben Hindle
Benjamin John „Ben“ Hindle (* 23. Mai 1974 in Calgary, Alberta) ist ein ehemaliger kanadischer Bobfahrer, der an den Olympischen Winterspielen 1998 in Nagano teilnahm. Er nahm mit seinem Zwillingsbruder Matt Hindle mit Erfolg an Weltmeisterschaften und internationalen Wettkämpfen im Bobfahren teil.

## Karriere

### Olympische Winterspiele
Ben Hindle gehörte im Jahr 1998 in Nagano bei den Olympischen Winterspielen 1998 zum kanadischen Aufgebot im Viererbob. Zusammen mit seinen Mannschaftskameraden Chris Lori, Matt Hindle und Ian Danney absolvierte er den olympischen Wettkampf am 20. und 21. Februar 1998 auf der olympischen Bobbahn und belegte im Bob Canada 2 den 11. Platz von 32 teilnehmenden Viererbobs mit einer Gesamtzeit von 2:41,14 min aus wetterbedingt drei Wertungsläufen.

### Weltmeisterschaften
An der 48. Bob-Weltmeisterschaft 1999 nahm Hindle im Viererbob zusammen mit Pierre Lueders, Ken Leblanc und Matt Hindle teil. Den Wettkampf auf der Pista olimpica Eugenio Monti in Cortina d’Ampezzo beendete er nach vier Wertungsläufen auf dem 3. Platz und dem Gewinn der Bronzemedaille.